# Ацилювання за Неніцеску
Ацилювання за Неніцеску (англ. Nenitzescu acylation) — перетворення, яке полягає у відновному ацилюванні циклоалкенів хлорангідридами кислот у циклоалкани в присутності AlCl3 і відповідного циклоалкану (відновлення зв'язку С–Cl здійснюється воднем, що виділяється внаслідок автоконденсації циклоалкану під дією алюміній хлориду при ~70°, пр.,
2С6Н12 → С12Н22 + 2Н
Систематична назва — гідро, ацил-приєднання, [hангл. ydro,acyladdition]
–НC=CН– → –ClCH–C(COR)– → –CH2–C(COR)–
На схемі показана окрема ланка циклу.
Перетворення отримало назва на честь румунського хіміка Костіна Неніцеску.